# Kaspar Götz
Kaspar Götz (ur. 1913, zm. ?) – zbrodniarz nazistowski, członek załogi niemieckiego obozu koncentracyjnego Mauthausen-Gusen i SS-Sturmmann.
Obywatel węgierski narodowości niemieckiej. Z zawodu farmer. Członek Waffen-SS od 1 maja 1942. Od maja 1942 do marca 1945 pełnił służbę w kompleksie obozowym Mauthausen. Od lutego do sierpnia 1943 był wartownikiem w podobozie Gusen I, następnie pełnił identyczą funkcję w podobozie Gross-Raming, między innymi w komandzie więźniarskim zlokalizowanym w (Weyer-Dipoldsau) od sierpnia 1943 do sierpnia 1944. Götz uczestniczył również w transporcie tysiąca więźniów z Dippoldsau do obozu głównego Mauthausen 28 sierpnia 1944. Następnie przeniesiono go na front.
Został osądzony w procesie załogi Mauthausen-Gusen (US vs. Kaspar Götz i inni) i skazany na karę dożywotniego pozbawienia wolności. Uznano go za winnego zastrzelenia w trakcie służby w Dippoldsau więźnia narodowości jugosłowiańskiej.